# Lázár Bence
Lázár Bence (Kecskemét, 1991. március 21. – 2018. február 22.) magyar labdarúgó, csatár.

## Pályafutása
A Lajosmizsei VLC-ben nevelkedett egészen 2006-ig, amikor is leszerződtette az Újpest FC. Tizenhét évesen járt külföldön a holland Twente és az olasz Vicenza csapatánál is, mielőtt a fővárosi csapattól profi szerződést kapott volna. Kezdetekben az ificsapatban kapott lehetőséget, ahol 14 mérkőzésen 5 gólt szerzett. 2010-ben kölcsönben az osztrák SV Würmla csapatánál szerepelt.
NB I-es bemutatkozásakor két gólt szerzett a Kaposvári Rákóczi ellen, majd a Magyar Kupában is betalált a Lombard Pápának és a BFC Siófok kapuját is bevette. A 2011-es tavaszi szezont 13 mérkőzésen szerzett 8 góllal zárta.
A 2012–13-as szezon jelentős részét kihagyta sérülés és rehabilitáció miatt, klubja ennek ellenére szerződést hosszabbított vele 2016 decemberéig. 2013 márciusában egy DVSC elleni bajnokin játszott újra, de hat perccel becserélését követően vállsérülést szenvedett, de az újabb műtétet elkerülte, miután a szalagok nem szakadtak el. 2013 októberében a Magyar Kupában négy gólt lőtt a harmadosztályú Bajának. Tagja volt a fővárosi lila-fehér klub kupagyőztes csapatának, igaz a Diósgyőri VTK elleni döntőben nem lépett pályára.
A következő idényt megelőzően a Nyíregyháza Spartacus vette kölcsön. Október elején jelentette be, hogy egészségügyi okok miatt befejezi profi pályafutását.
A magyar U21-es válogatottban négyszer szerepelt.

## Betegsége
Pályafutását 2014-ben hát- és derékbántalmai miatt kellett befejeznie, majd leukémiát diagnosztizáltak nála. A magyar futballtársadalom összefogásának eredményeképp együttérzését fejezte ki a Puskás Akadémia, a Kecskeméti TE, a Diósgyőri VTK és a Ferencvárosi TC is. A rivális klubok különböző felajánlásokkal segítették Lázár kezelését, akit az úgynevezett Hoelzer-protokoll szerint kezeltek, és akinek ekkor csontvelő-átültetésre lett volna szüksége. A kezelések hatására legyengült és lefogyott, azonban állapota stabilizálódott, a Sport TV-n szakkommentátori feladatokat látott el, a sportadó honlapján blogot is vezetett, az ünnepeket családja és szerettei körében tölthette.

## Halála
2018. február 20-án családja felhívást tett közzé, miszerint vérkészítményekre, illetve további kezelésekre és segítségre lenne szüksége a teljes gyógyuláshoz. Az Újpest vezetősége véradást szervezett, hogy egykori játékosát segítse. Két nappal később, február 22-én hajnalban hunyt el, 26 évesen. A Szusza Ferenc Stadion előtt aznap este gyertyagyújtással emlékeztek az elhunyt labdarúgóra. Temetése március 7-én volt szülővárosában, Kerekegyházán. Szülővárosában róla nevezték el a sportcentrumot, amit 2019. március 23-án avattak fel hivatalosan. 2019 decemberében díjat alapítottak az emlékezetére, amelyet minden évben a magyar sportmédiában dolgozó legjobb szakértő kap meg.

## Sikerei, díjai
Újpest FC
- Magyar Kupa-győztes (1): 2013–14